# Chinawut Indracusin
Chinawut-Stéphane Indracusin (en tailandés: ชิน วุฒ อินทร คู สิน, 13 de agosto de 1989, Bangkok), también conocido como Chin, es un cantante tailandés, de madre francesa y padre tailandés. Comenzó su carrera artística mediante la discográfica GMM Grammy, dirigida a los más grandes artistas de Tailandia. Gracias a esto, fue seleccionado para concursar en el programa juvenil G-JUNIOR.  

## Biografía y vida personal
En 2003, Chin y otros dos músicos en el G-Junior, Jay y Guy, se unieron para formar un grupo llamado Big 3. En ese entonces fue clasificado como un grupo del género hip hop, pero fue clasificado nuevamente como un grupo de pop y R & B. Después del lanzamiento del álbum We are Big 3, los chicos decidieron seguir adelante con sus propias carreras. Chin y Guy publicó un segundo álbum en 2006 con G-Junior y 10 Club. En 2007, Chin finalmente tuvo la oportunidad de lanzar su propio álbum, «Chin Up», en mayo de 2007. Su primer sencillo en solitario que promocionó fue Bpak Mai Trong Gub Jai, que se convirtió en un gran éxito de inmediato, permaneciendo en la cima de las listas de Tailandia durante varias semanas. Como resultado, es hoy en día es uno de los artistas adolescentes destacados en su natal Tailandia. Chin fue a Nueva York, Estados Unidos, para trabajar en su próximo álbum, titulado Maybe I'm Bad. En otoño de 2008, Chin participó en un comercial en Malasia, presentado por una empresa llamada Sony Skinny T. Para este comercial grabó varias de sus canciones en chino, incluidos Term Mai Keuy Tem, Roo Chai Mai Wa Ruk y más recientemente Keun Tee Neung. Actualmente es el presentador de la cámara digital Sony Skinny T en Malasia y como un cantante de creciente reputación. El 16 de diciembre 2008 lanzó su segundo disco Maybe I'm Bad («Tal vez estoy mal»), en la que incluye sus top 10, como One Night Stand y Keun Tee Neung. Otras canciones famosas de este nuevo álbum son Too Fast Too Serious y Hua jai mai chai gra-dard. Hasta la fecha, ha grabado tres videos musicales de este álbum, uno para Keun Tee Neung, otro para Too Fast Too Serious y otro para la discográfica DUCKBAR; también grabó videos para su álbum titulado «Hua hai mai chai gra-dart», con la participación de su hermana menor Sophie y la modelo singapurense Ase Wang. Chin también es fanático del boxeo. Participó en el drama taiwanés, interpretando al personaje de Joshua.